# Principe (Cenerentola)
Il Principe è  un personaggio immaginario della fiaba di Charles Perrault Cenerentola.

## Storia originale
Nella fiaba originale il re del regno organizza un ballo durante il quale il principe avrebbe scelto la sua promessa sposa. Durante il ballo incontra Cenerentola, che è riuscita a recarsi al ballo grazie a un vestito donato con la magia dalla Fata madrina. Poiché l'effetto dell'incantesimo è destinato a svanire proprio a mezzanotte, Cenerentola deve fuggire di corsa al rintocco, ma nella fuga, perde una scarpina di cristallo. Il principe, ormai innamorato, trova la scarpina e proclama che sposerà la ragazza capace di calzarla. Il giorno successivo, alcuni incaricati del principe girano dunque per il regno facendo provare la scarpina di cristallo a tutte le ragazze in età da marito, incluse le sorellastre di Cenerentola. Alla fine, Cenerentola prova la propria identità e sposa il principe.

## Adattamenti
Il principe appare in diversi adattamenti della fiaba:

### Film
- Cinderella (1911): interpretato da Harry Benham
- Cinderella (1914): interpretato da Owen Moore
- Betty Boop as Cinderella(1934)
- Cinderella (1937)
- Cenerentola (1949): interpretato da Gino Del Signore
- La scarpetta di vetro (The Glass Slipper) (1955): interpretato da Michael Wilding, doppiato in italiano da Stefano Sibaldi
- La meravigliosa favola di Cenerentola (Sinderella külkedisi) (1971): interpretato da Sertan Acar, doppiato in italiano da Massimo Giuliani
- Tre nocciole per Cenerentola (Tři oříšky pro Popelku) (1973): interpretato da Pavel Trávnícek
- La scarpetta e la rosa (The Slipper and the Rose) (1976): interpretato da Richard Chamberlain, doppiato in italiano da Gianni Marzocchi
- Cenerentola (Aschenputtel) (1989): interpretato da Stephan Meyer-Kohlhoff, doppiato in italiano da Edoardo Nordio
- The Magic Riddle (1992): il suo ruolo è preso dal giovane Phillip, doppiato in italiano da Luigi Rosa
- Cenerentola (Cinderella) (1997): interpretato da Paolo Montalbán, doppiato in italiano da Fabio Boccanera
- La leggenda di un amore (Ever After) (1998): interpretato da Dougray Scott, doppiato in italiano da Roberto Pedicini
- Cenerentola per sempre (Cinderella) (2000): interpretato da Gideon Turner, doppiato in italiano da Massimiliano Manfredi
- Cinderella Story (2004): interpretato da Chad Michael Murray
- Another Cinderella Story (2008): interpretato da Andrew Seeley

### Serie e miniserie televisive
- Nel regno delle fiabe (Shelley Duvall's Faerie Tale Theatre) (1985): interpretato da Matthew Broderick
- Le fiabe son fantasia (Grimm Meisaku Gekijou) (1987): doppiato in italiano da Gabriele Calindri
- Le fiabe più belle (Anime Sekai no Dowa) (1995)
- Cenerentola (Cinderella Monogatari) (1995): doppiato in originale da Masami Kikuchi e in italiano da Claudio Moneta
- Simsalagrimm (Simsala Grimm) (1999): doppiato in italiano da Luca Semeraro
- Le più belle fiabe dei fratelli Grimm (Sechs aud einen Streich) (2011): interpretato da Florian Bartholomäi
- Cenerentola (2011): interpretato da Flavio Parenti (adulto) e Daniele La Leggia (giovane), doppiato in italiano da Davide Perino (giovane)

### Versione Disney

Il principe in una scena del film Disney Cenerentola

Il principe appare negli adattamenti animati della Disney, in cui non viene mai rivelato il suo nome:
- Cenerentola (1950), doppiato in originale da William Phipps e in italiano da Giuseppe Rinaldi (doppiaggio del 1950) e Massimo Turci (doppiaggio del 1967)
- Cenerentola II - Quando i sogni diventano realtà (2002), doppiato in originale da Christopher Daniel Barnes e in italiano da Francesco Bulckaen
- Cenerentola - Il gioco del destino (2007), doppiato in originale da Christopher Daniel Barnes e in italiano da Francesco Bulckaen (voce) e Roberto Stafoggia (canto)

Nel primo film il principe è in cerca di moglie. Il re, suo padre, per convincerlo a sposarsi, organizza un ballo il cui invito è esteso a tutte le giovani donne del regno. In una casa borghese, una fanciulla di nome Cenerentola, costretta dalla perfida matrigna e dalle sciocche sorellastre ai lavori domestici, vede nel ballo l'occasione di uscita dalla sua prigione di servitù, e la realizzazione del sogno di conoscere il suo amato. Nonostante Cenerentola sia costretta a rimanere in casa, con l'aiuto della fata Smemorina riesce a raggiungere il ballo vestita da principessa. Tra i due è subito amore, e la serata trascorre in danze e passeggiate tra gli occhi felici del re e la sorpresa degli astanti. Ma la magia della fata dura sino alla mezzanotte, e quando manca poco tempo alla fatidica ora, la fanciulla è costretta a rincasare di corsa. Ma nella corsa perde una scarpina. Il principe dà allora ordine al granduca Monocolao di ritrovare la sua amata facendo calzare la scarpina a tutte le giovani del regno. Giunto in casa di Cenerentola, la matrigna fa rinchiudere la ragazza in uno stanzino. Ma durante la prova della scarpa alle sgraziate sorellastre, Cenerentola riesce ad uscire grazie a Gas Gas e Giac, due suoi amici topolini, e a far notare la sua presenza. Il granduca, per non contraddire gli ordini reali, prosegue con la calzatura della scarpetta. Ma la perfida matrigna fa inciampare il paggio del granduca e la scarpetta va in mille pezzi. Fortunatamente Cenerentola possiede l'altra scarpa di cristallo, che le calza a pennello. Condotta a corte, i due giovani si sposano.
Nel secondo film il principe appare nel primo episodio. Di ritorno dal viaggio di nozze, il principe deve partire per affari di stato lasciando Cenerentola al protocollo di corte che stravolgerà per seguire il cuore.
Nel terzo film durante i festeggiamenti del primo anniversario, la sorellastra di Cenerentola Anastasia, riesce a rubare alla fata Smemorina la bacchetta magica la quale sua madre ne approfitta per tornare indietro il tempo alla calzatura della scarpetta. Fa in modo che la scarpa allargata magicamente calzi ad Anastasia, e, stravolti i ricordi del principe, è organizzato il matrimonio tra questi e la goffa sorellastra. Cenerentola da sola con Giac e Gasgas, non riesce a capire come possa essere stato tutto un sogno e si reca a palazzo. I topolini scoprono l'inganno di Lady Tremaine e, entrati nell'appartamento della donna, riescono a recuperare la bacchetta. Proprio quando sta per togliere l'incantesimo al principe, Cenerentola viene arrestata e, per ordine della matrigna, posta su una nave in partenza per essere esiliata per sempre. Il principe viene avvisato da Giac e Gasgas dell'inganno della matrigna, e corre dietro alla nave per raggiungere il suo vero amore e riesce a riportare Cenerentola a palazzo. Il re, furibondo per il complotto, ordina di arrestare immediatamente Lady Tremaine e le sue figlie. Quando fanno irruzione nelle loro stanze, però, le tre donne sono sparite. Infatti la perfida matrigna decide di far prendere ad Anastasia le sembianze di Cenerentola e, rinchiusa la vera principessa in una carrozza stregata, si nasconde con Genoveffa dietro ad una tenda per assistere al matrimonio. Ma all'altare Anastasia ci ripensa perché non sarebbe quello per lei il vero amore; in quel momento fa il suo ingresso in chiesa la vera Cenerentola, causando la confusione generale. Lady Tremaine esce allo scoperto e decide di punire Anastasia per averla tradita trasformandola in un rospo. Il principe riflette la magia con la sua spada lucente e la matrigna e Genoveffa riappaiono trasformate in rospi nei sotterranei del castello. Anastasia riunisce mano nella mano Cenerentola e il principe, augurando loro ogni fortuna. Poi prende la bacchetta magica, rimasta a terra, e riporta l'ordine iniziale. Finalmente, per la gioia del re e il sollievo del granduca Monocolao, Cenerentola e il principe sono marito e moglie, per la seconda volta.
Nel remake live-action del 2015 diretto da Kenneth Branagh, Il Principe si chiama Kid è interpretato da Richard Madden. Incontra Cenerentola nel bosco durante una battuta di caccia, quando lei fugge da casa a cavallo a causa delle sorellastre e se ne innamora. Successivamente la rivede a un ballo e la riconosce, ma prima che lei possa dirle il suo nome, lei scappa sentendo i rintocchi dell'orologio che annunciano la mezzanotte. Dopo la tragica morte del padre, Il novello Re, detenendo la prova della scarpetta di cristallo, si presenta di persona a casa della ragazza con le guardie e i due si dichiarano il proprio amore, diventando i sovrani più amati che Il Regno avesse mai conosciuto. 
Il principe compare anche nella serie televisiva House of Mouse - Il Topoclub.